# Прогресс (магазин)
«Прогресс» — первый автоматизированный магазин в СССР, не требующий участия человека в процессе отпуска товаров. «Прогресс» был открыт в Москве по адресу ул. Чехова д.3 в 1962 году. Автоматика представляла собой электромеханические устройства и позволяла покупателям приобретать продовольственные продукты, используя монеты достоинством от 1 до 50 копеек. В ассортименте магазина было 60 видов фасованных и бутилированных продуктов.

## Техническое оснащение и особенности работы
Торговый зал «Прогресса» был оборудован семью шестисекционными автоматами для фасованных продуктов и шестью трёхсекционными для бутилированных. Каждая секция отвечала за продажу одного вида продукции из 60 доступных. Агрегаты оснащались холодильными установками, которые поддерживали оптимальную температуру. В витрине, размещавшейся на фасаде автомата выставлялся товар, которым он торговал. Над витриной размещались газоразрядное табло, высвечивающее стоимость товара. Под табло находилась кнопка, позволявшая забрать товар из специальной ниши. Оплата производилась при помощи универсального монетоприёмика, обслуживающего все шесть секций аппарата. На отдельном табло высвечивалось количество денег, опущенных в приёмник. Нажав кнопку возврата, можно было получить монеты обратно. Каждый контейнер объединял 10 полок, в каждой секции размещалось 10 контейнеров, выстроенных в «затылок» друг другу, что позволяло увеличить ёмкость и сократить используемую площадь торгового зала. Максимальная загрузка автомата — 4200 единиц товара. Автоматы были объединены единым пультом контроля и управления, а также устройством, которое подсчитывало выручку. Для обслуживания Магазина требовался один механик, который контролировал правильность работы устройств за пультом, а также следил за количеством товаров в автомате.

## История
Авторы, анализировавшие историю магазина, считают, что его появление связано с визитом Никиты Хрущёва в США в 1959 году, в ходе которого советскому лидеру демонстрировали разнообразные торговые автоматы, которые использовались в американском ритейле. Решение о создании автоматизированного магазина принимал Государственный комитет Совета Министров СССР по автоматизации и машиностроению, этот же государственный орган выделил средства на его создание. Разработка агрегатов была поручена Всесоюзному научно-исследовательского институту торгового машиностроения. В 1962 году магазин принял первых покупателей. Из материала журнала «Радио» от 1963 года известно, что первого механика магазина звали Анна Коровина. Авторы публикаций о «Прогрессе» отмечают, что об уникальном магазине рассказали в одной из передач Московского радио, в 1966 году сюжет о магазине показали по телевидению, кадры сюжета 1966 года попали в программу «Намедни — 1966» Леонида Парфёнова. На текущий момент в открытых источниках нет точных сведений о том, когда «Прогресс» был закрыт. Известно лишь то, что после 1966 года в советских СМИ он не упоминался. В качестве основной причины, по которой «Прогресс» был закрыт, называлась высокая стоимость эксплуатации. В силу уникальности агрегатов запчасти для них не выпускались серийно, что приводило к высоким амортизационным расходам, так как каждую деталь приходилось заказывать отдельно. В качестве ещё одной причины указывают страх перед автоматизацией среди заинтересованных лиц в Министерстве торговли СССР, так как массовое внедрение автоматов серьёзно снижало возможности для злоупотреблений и хищений.